# Magnolia guerrerensis
Magnolia guerrerensis este o specie de plante din genul Magnolia, familia Magnoliaceae, descrisă de J.Jiménez Ram., K.Vega și Cruz Durán. Conform Catalogue of Life specia Magnolia guerrerensis nu are subspecii cunoscute.